# Best (Loredana Bertè)
Best è una raccolta di Loredana Bertè, pubblicata dalla Wea in occasione della sua fugace apparizione al Festival di Sanremo 1991.

## Descrizione
La raccolta comprende brani del primo periodo discografico della Bertè. Sono stati scelti soprattutto brani di Ivano Fossati e di Pino Daniele, autore degli inediti In questa città (in gara a Sanremo) e Io non ho, entrambi pubblicati su singolo.
Era previsto un album di inediti con la collaborazione di Pino Daniele per un rilancio dell'artista dopo anni di inattività. L'uscita dell'album fu posticipata diverse volte, ma a causa delle vicissitudini personali della cantante e del successivo divorzio con il tennista Bjorn Borg il progetto non fu mai realizzato.

## Tracce
1. In questa città (inedito) – 3:45 (Pino Daniele)
2. Sei bellissima – 4:50 (Claudio Daiano e Gian Pietro Felisatti)
3. Io resto senza vento – 3:46 (Oscar Avogadro, Rosario Jermano)
4. Canterò – 3:08 (Oscar Avogadro e Loredana Bertè)
5. J'adore Venice – 4:04 (Ivano Fossati)
6. Io non ho (inedito) – 4:05 (Pino Daniele)
7. Non sono una signora – 3:26 (Ivano Fossati)
8. Traslocando – 3:25 (Ivano Fossati)
9. Per i tuoi occhi – 3:49 (Maurizio Piccoli)
10. Buongiorno anche a te – 3:27 (Oscar Avogadro e Pino Daniele)

Durata totale: 37:45